# Bob Chambers (cầu thủ bóng đá)
Robert Chambers (11 tháng 12 năm 1899 – 1973) là một cầu thủ bóng đá người Anh, thi đấu cho 5 câu lạc bộ ở Football League ở thập niên 1920, cũng như chơi bóng đá non-league với Carlisle United.